# Eric
El nombre propio Eric, Erik o Erick deriva del nombre Eiríkr nórdico antiguo de primera generación. ei- es derivado también de un antiguo protonórdico *aina(z), que significa “único” o “solo” o del protonórdico *aiwa(z), que significa “siempre” o “eterno”. El segundo elemento –ríkr deriva asimismo del *rík(a)z, que significa “gobernante” o “príncipe” o de un incluso más antiguo protogermánico *ríkiaz, el cual significaba “poderoso” y “rico”. El nombre en consecuencia toma el significado de “gobernante único” o “gobernante eterno” o “siempre poderoso”, etc.
La forma más común en Escandinavia es Erik. En Noruega, una forma antigua del nombre es Eirik y es de uso común. En Finlandia, la forma Erkki se emplea igualmente. La versión islandesa moderna es Eiríkur.
Aunque el nombre se usaba en el inglés anglosajón, su utilización fue reforzada por colonos escandinavos que llegaron antes de la conquista normanda. Fue un nombre poco común en Inglaterra hasta la Edad Media, cuando ganó popularidad, y finalmente se convirtió en un nombre común en el siglo XIX. Esto se debió en parte a la publicación de la novela "Eric, or, Little by Little" de Frederick William Farrer en 1858. La forma Erik es tradicional en Escandinavia. Eric se usa también en Francia, España e Hispanoamérica y Erich y Erik en Alemania.
El día del nombre oficial para Erik y Eirik es el 18 de mayo en Suecia y Noruega.
Existen variantes femeninas Erica, Erika o Érica, usadas en países hispanohablantes.